# أرخص
الأُرْخُص  (الجمع: أُرخُصات)(1)(بالإنجليزية: Aurochs) نوع ضخم جدا من الماشية كان يعيش في معظم أوروبا، الشرق الأوسط، شمال إفريقيا، آسيا الوسطى، والهند قبل أن ينقرض في الربع الأول من القرن السابع عشر عام 1627، ويشتق اسم الأرخص في العربيّة من اسمه اللاتينيّ المترجم عن الألمانيّة «أوروخس» (بالألمانية: Auerochse أو Urochs) والذي يعني - خطأ كما يعتقد - الثور البدائي كما ويعرف الأرخص أيضا بالثور البرّي أو الماشية البريّة. ويجدر بالذكر أن الأرخص هو السلف البرّي للبقر المستأنس والذي تتحدر منه جميع الأبقار الأليفة اليوم.
كان الأرخص يفوق البقر المستأنس حجما بأشواط، وقد كان يُعتقد بأن علوّ كتف هذه الحيوانات يصل إلى قرابة 200 سنتيمتر للذكور و180 سنتيمترا للإناث. أما الآن فقد استنتج العلماء بالاستناد إلى طول عظم العضد أن ارتفاع هذا النوع كان يتراوح بين 160 و180 سنتيمتر عند الذكور وحوالي 150 سنتيمتر عند الإناث. تراوح لون معطف ذكر الأرخص بين الأسود والأسود الضارب إلى البني كما كان يمتلك خطا أبيض ضيّقا على ظهره، أما الإناث والعجول فكان لونها بنيّا ضاربا إلى الحمرة، ويُعتقد بأنه كان للذكر كما الأنثى منطقة باهتة محيطة بالخطم. كانت قرون الأرخص مستقيمة وموجهة إلى الأمام، كما كانت تتقوّس بشكل بسيط نحو الداخل، وعلى الرغم من أن شكل القرون كان من أهمّ خصائص هذه الحيوانات إلا أنه كان هناك بعض الاختلافات في طول القرنين، ثخانتهما، ودرجة تقوّسهما، وموقعهما بالنسبة لجبهة الحيوان. كان ضرع أنثى الأرخص صغيرا وبالكاد يمكن رؤيته، كما ضرع إناث الجواميس والثيران البرية، على العكس من الأبقار الحاليّة.
يعتبر مجمّع نظام المعلومات المؤكدة المتعلّقة بتصنيف الحيوانات (ITIS) أن الاسم العلمي للأرخص غير صحيح، حيث يقوم بتصنيفه على أساس أنه نوع البقر المستأنس ذاته، أي تحت الاسم العلمي Bos taurus. إلا أنه في عام 2003 قام المجلس العالمي للمصطلحات الحيوانيّة بالمحافظة على استعمال 17 اسما علميّا لأنواع مختلفة من الحيوانات، والتي كانت قد صدرت قبل أو بالتزامن مع إصدار الأسماء العلميّة للحيوانات المستأنسة المتحدرة منها؛ وبالتالي فإن Bos primigenius يبقى اسما علميّا للأرخص. ويستعمل العلماء الذين يفترضون أن هذا الحيوان سلالة للبقر المستأنس الاسم B. primigenius taurus، بينما يستعمل الأخرون الذين يرون البقر نوع مستقل الاسم العلمي لتلك الحيوانات B. taurus.

## أصل النوع وتطوّره

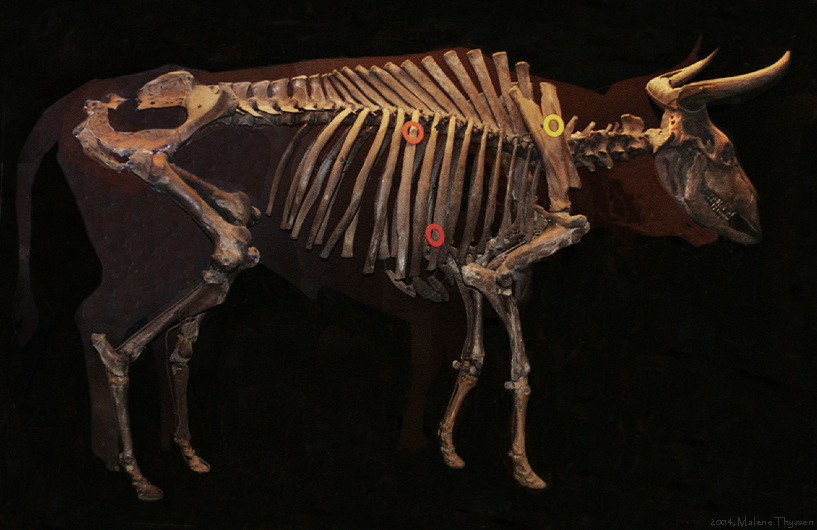
هيكل عظمي لأرخص في متحف في الدنمارك، لاحظ الدوائر المختلفة الألوان والتي تظهر المناطق التي أصيب بها هذا الحيوان برماح صيادي العصر الحجري.

### تطوّر النوع
يفترض العلماء في متحف الأثار في جامعة أوسلو بأن الأرخص نشأ وتطوّر في الهند مند حوالي مليونيّ سنة ومن ثم هاجر إلى آسيا الوسطى والشرق الأوسط ووصل أوروبا الجنوبية منذ حوالي 250,000 عام عبر معبر جنوبي ومن ثم انتشر عبر أوروبا الوسطى وصولا إلى روسيا، ويقول البعض أن الأرخص ظهر في إسبانيا منذ 700,000 سنة، وقد أظهرت إحدى الدراسات أن أقدم أرخص وُجد في ألمانيا يعود إلى 275,000 عام. إن أقدم المستحثات التي عثر عليها والتي تعود لحيوان من جنس «الثور» (باللاتينيّة: Bos) وُجدت عام 1898، ويُعتقد بأن جميع الثيران الحالية تتحدر من هذا الحيوان المسمّى باللاتينية Bos acutifrons Lydekker، وقد عاش هذا الحيوان في الهند حتى منتصف حقبة البليستوسين (العصر الحديث الأقرب). ومنذ حوالي مليونَيْ أو مليون ونصف مليون سنة انشق الأرخص كليّا عن هذا النوع.
وكان ينظر إلى الأرخص في السابق على أنه نوع مختلف عن البقر المستأنس ولكن الدراسات الحديثة رفضت هذه الفكرة وأصبح الأرخص يعد هو نفسه نوع البقر المستأنس إلا أن جميع سلالات الماشية المستأنسة اليوم تعد أصغر قدا من سلفها البرّي، فعلوّ أضخم الأبقار يبلغ 1.5 متر (5 أقدام) بينما كان يبلغ علوّ الأرخص حوالي 1.75 متر (5.75 قدم). كما وكان للأرخص عدّة مظاهر نادرا ما ترى في الأبقار المستأنسة، فقرونه كانت مستقيمة تتجه نحو الأمام وتشكل زاوية نحو الأعلى عند نهايتها، بالإضافة إلى خط باهت على طول ظهره واختلاف بين لون الجنسين فالذكور كانت سوداء وتمتلك خطا باهتا على طول ظهرها بينما كانت الإناث والعجول حمراء اللون. وقد وصف علماء الإغريق والرومان الأرخص بأنه حيوان عدائيّ جدا،  كالجاموس الإفريقي اليوم، وكان قتل إحداها يعد تصرفا بالغ الشجاعة بالنسبة للحضارات القديمة كحضارات سوريا وبلاد ما بين النهرين واليونان وبلاد كنعان والرومان بالإضافة لشعوب بلاد الغال والجرمان.

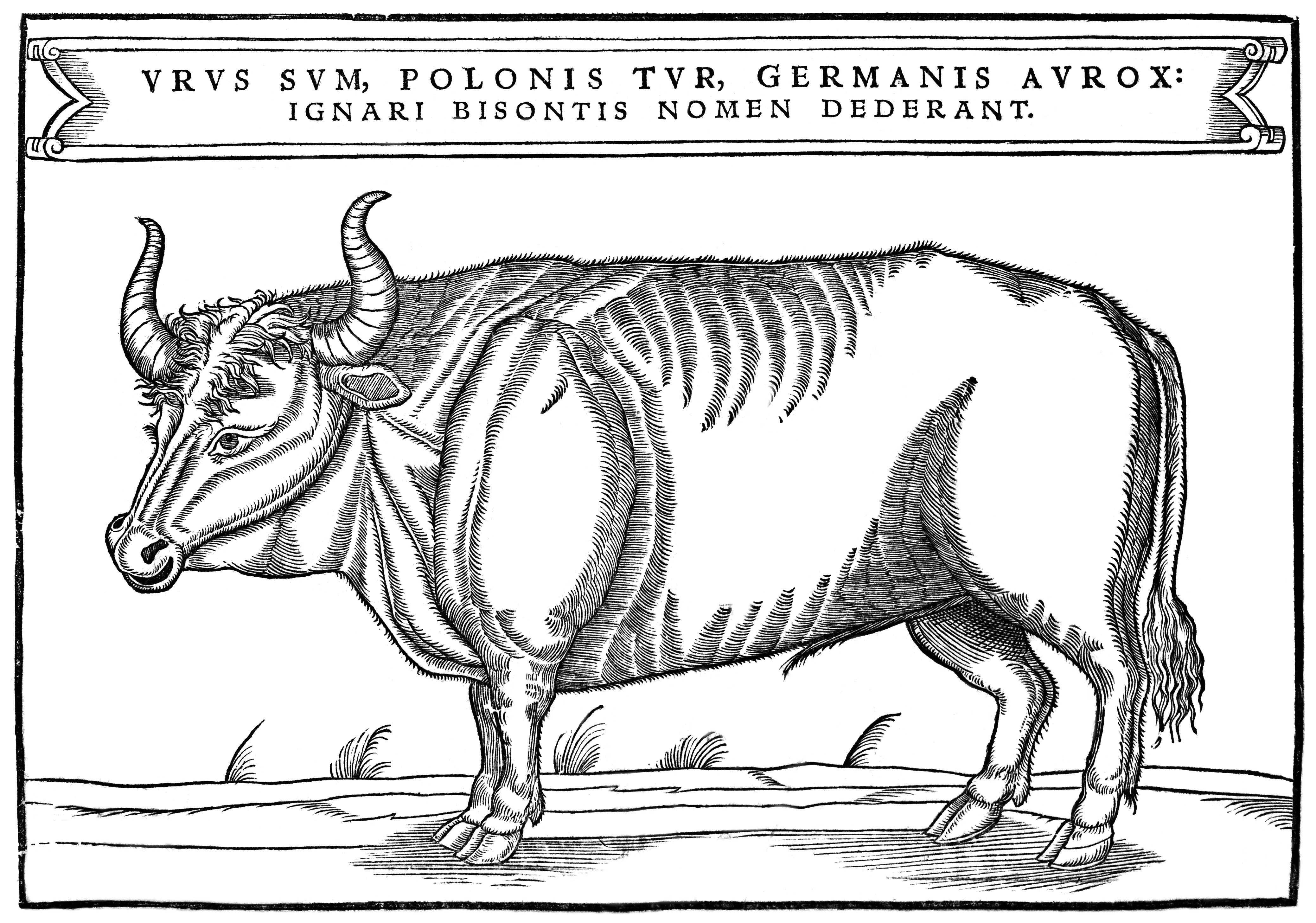
رسم للأرخص يعود للعام 1556.

إن كان الأرخص قد استطاع الوصول إلى إحدى الجزر الداخلة ضمن نطاق موطنه، فإن ذلك يتحدد بالنظر إلى ميسوريّة الوصول إليها من البر الرئيسيّ وحجم تلك الجزيرة، وكانت هذه الحيوانات كما الأبقار الحالية قادرة على السباحة ولكن ليس لمسافات بعيدة. ولم يصل الأرخص إلى اليابان وجزر قبرص، كريت، ومالطا في البحر المتوسط، إلا أن صقلية كانت تحوي جمهرة منها. وبعد أن اختفى الجسر البري الذي كان يربط تلك الجزيرة بإيطاليا تقلّص حجم الأرخص فيها فأصبح أصغر بحوالي 20% من أقاربه على البر الرئيسي.

### السلالات
كان للأرخص ثلاث سلالات هي السلالة الهنديّة (Bos primigenius namadicus ) التي عاشت في الهند، والسلالة الأفريقية أو الموريتانية (Bos primigenius mauretanicus) التي عاشت في شمال إفريقيا والسلالة الأوروبيّة (Bos primigenius primigenius) من أوروبا والشرق الأوسط وآسيا الوسطى، وكانت السلالة الأوروبيّة هي الوحيدة من بين السلالات التي استمرت بالوجود حتى فترة قريبة من الزمن، كما أنها السلالة التي تمت دراستها أكثر من غيرها، وعندما يُقال «أرخص» فإنه غالبا ما يُقصد هذه السلالة.

## العادات

### المسكن

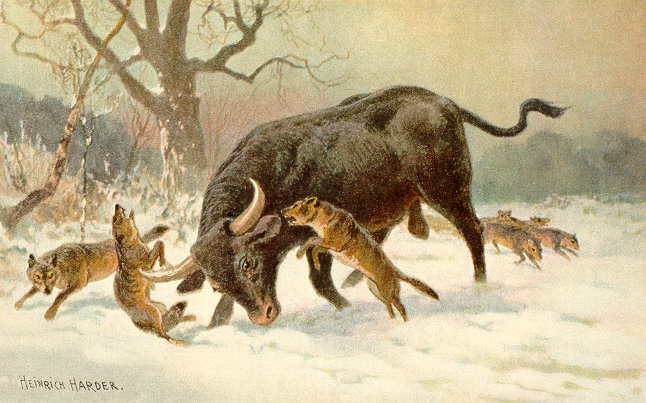
لوحة لهاينريش هاردر تظهر أرخص يدافع عن نفسه ضد قطيع من الذئاب.

كانت الأراضي التي سكنها الأرخص في أوروبا تكسوها الغابات الكثيفة وتتخللها مستنقعات من أنواع مختلفة. وبالاستناد إلى العظام التي تمت دراستها كما إلى الروايات القديمة عن هذه الحيوانات، يظهر بأن الأرخص كان يفضل المناطق المستنقعيّة وغابات المستنقعات؛ مثل أودية الأنهار، دلتا الأنهار، والأشكال المختلفة من البطائح؛ وبالإضافة إلى هذه المناطق كان الأرخص يسكن في الغابات الأقل رطوبة. يُفترض أن البيئة التي كانت تفضلها هذه الحيوانات كانت منفصلة عن البيئة التي يقطنها البيسون الأوروبي في أوروبا، حيث يظهر أن الأرخص كان يتواجد إجمالا في الغابات الرطبة بينما كان البيزون يعيش في الغابات الأكثر جفافا، كما أنه من المؤكد أن مسكن كل من هذين النوعين كان يتقاطع في الكثير من الأحيان،  إلا أنه من غير المؤكد ماهو الدور الذي كان الأرخص يلعبه في بيئته. يفترض الدكتور فرانس فيرا أن الأرخص كان يعيش في الأراضي العشبية شبه المفتوحة.
عاشت هذه الحيوانات في قطعان مختلطة من الإناث، العجول، والذكور اليافعة؛ وبالإضافة إلى ذلك كان هناك قطعان صغيرة من الذكور الأكبر سنا بالإضافة لبعض الذكور المستوحدة الطاعنة في السن. كانت الأسود والذئاب تُعد الخطر الأساسي على الأرخص، أما الذكر البالغ السليم فلم يكن يهدده شيء في الغالب عدا الإنسان.

### الحمية
كانت حمية الأرخص في فصليّ الربيع والصيف تتألف على الأرجح من الأعشاب والنباتات الشبيهة بها، بالإضافة للحشائش المختلفة وأوراق الأشجار والشجيرات، وكانت هذه الحيوانات تكمّل غذائها بثمار الأشجار كالبلوط. أما خلال الشتاء فكانت الحمية تشمل إلى جانب الأعشاب والنباتات الشبيهة بها والحشائش، أغصان الأشجار وحتى لحائها. وفي غابة جكتورو ببولندة كانت آخر جمهرة من هذه الحيوانات تُغذى بالشعير خلال الشتاء أيضا.

### التناسل
لم تتم دراسة سلوك تناسل الأرخص بشكل دقيق، ولكن يُعرف بأنه كان لها موسم محدد للتزاوج أي أن ذلك لم يكن يحدث على مدار السنة، وأن ذلك الموسم كان نفسه الفترة التي تولد فيها العجول. ويُعتقد البعض الآخر أن عادات التودد والتناسل لدى هذه الحيوانات شبيهة جدا بعادات السلالات الوحشيّة من الماشية اليوم مثل ماشية شيلينغهام في بريطانيا،  فهذه الأبقار تتناسل طيلة أيام السنة، إلا أن معظم الولادات تحصل في الربيع أو الصيف بما أن نوعيّة الغذاء الرديئة في الخريف والشتاء تؤخر دورة الإناث النزوية. وفي بولندة، حيث عاشت آخر جمهرة للأرخص، كان موسم التزاوج يبدأ في أواخر الصيف خلال شهريّ أغسطس أو سبتمبر على الأرجح، وكانت العجول تولد في أواخر الربيع خلال مايو أو يونيو. كانت الذكور الكبيرة تعود للاختلاط بقطعان الإناث قبل بداية موسم التزاوج بفترة قصيرة أو أثناءه،  حيث كانت تتقاتل مع بعضها لاكتساب حق التناسل مع الأبقار، وقد ظهر على إحدى الهياكل العظميّة لهذه الحيوانات، من إحدى المواقع في بريطانيا، علامات لجروح قد برأت ويُرجّح أن هذه الجروح نتجت عن صراع مع ذكر آخر،  وكانت الأنثى تترك القطيع لتلد ومن ثم تبقي عجلها مخبئا لحوالي الأسبوع قبل أن تحضره إلى القطيع.

## تاريخ النوع

### استئناس الأرخص

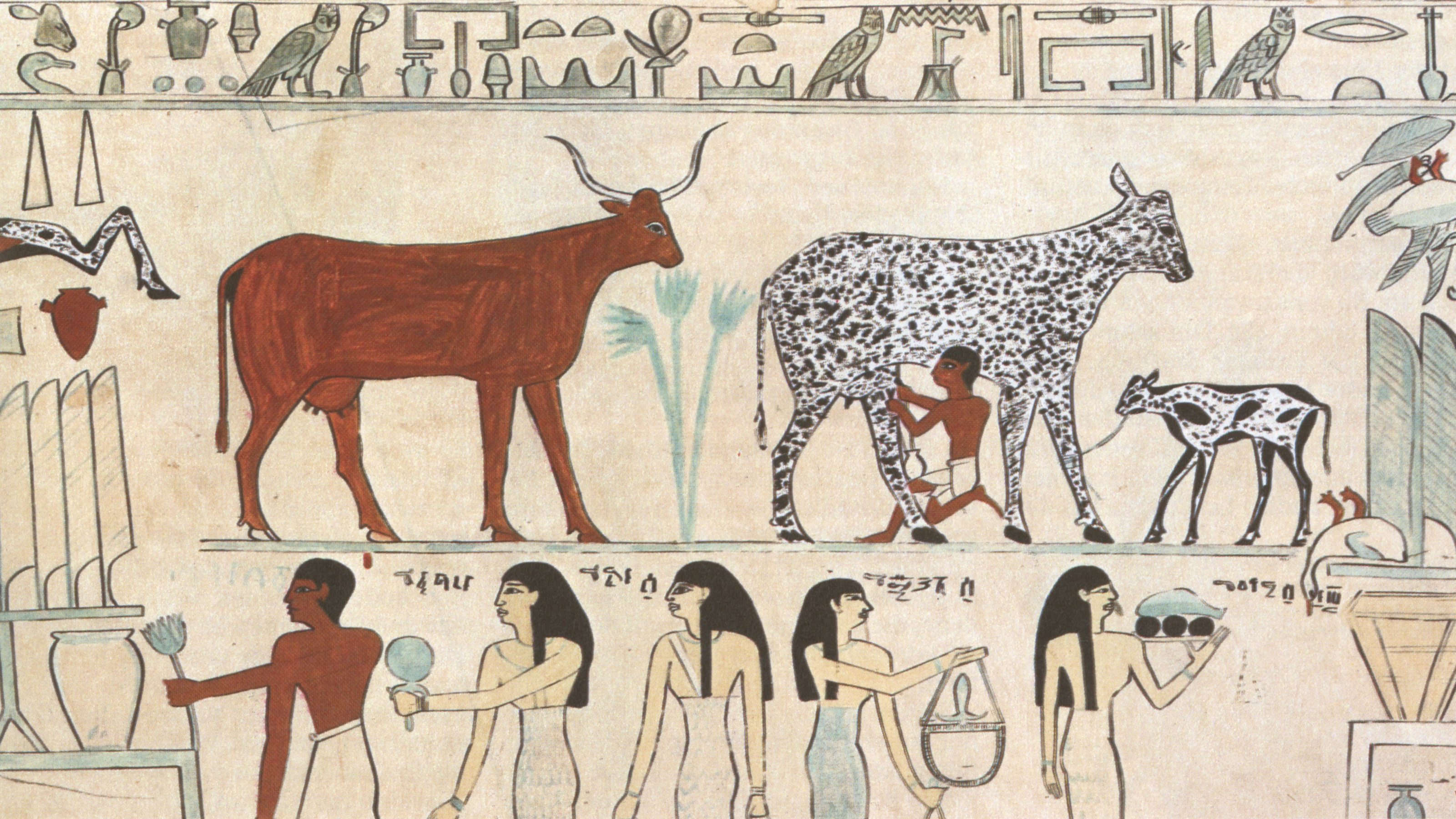
رسم مصري قديم يُظهر إحدى أولى سلالات البقر المستأنسة.

ابتدأ تدجين الأرخص في جنوب القوقاز وشمالي بلاد ما بين النهرين في سوريا حوالي الألفية السادسة ق.م.، وتظهر الدلائل الجينيّة أن الأرخص في شمال إفريقيا والهند أستأنسا في أوقات لاحقة مختلفة عن تلك التي للسلالة الأوروبيّة،  وقد أدى التدجين إلى حصول تغيرات كبيرة في شكل وهيئة هذه الحيوانات لدرجة دفعت البعض إلى اعتبارها نوع مستقل. وقد أظهرت الدراسات الجينيّة لعظام الأرخص في بريطانيا أن جميع الماشية الأوروبيّة تتحدر من الأرخص الذي دجّن في الشرق الأوسط كما أن الماشية البراهمية أو الهندية ترتبط بالأرخص الذي أستُأنس في الشرق الأوسط ومن ثم انحرف عن هذه السلالة منذ حوالي 200,000 سنة، بينما يعتقد أن الماشية الإفريقيّة ترتبط ارتباطا أوثق بقريبتها الشرق أوسطيّة.

### انقراض النوع
كان موطن الأرخص الأصلي يمتد من الجزر البريطانية ومعظم أوروبا والهند وآسيا الوسطى، وفي المنطقة العربيّة كان الأرخص يستوطن العراق، سوريا، لبنان، فلسطين، مصر، ليبيا، وتونس، الجزائر، والمغرب، وورد ذكر له في التوراة على أنه من الحيوانات البريّة التي سكنت أرض فلسطين والتي حلل الله صيدها وأكلها واستخدم اسم الثور البرّي في التوراة لوصف الأرخص، واستمرّ وجود الأرخص في بعض الدول العربية حتى حلول الألفيّة الأولى ق.م. أما في أوروبا فنفق آخر أرخص فيها بحلول عام1627.
- في آسيا: إن المعلومات حول الأرخص في آسيا نادرة جدا، ويعتقد بأن جمهرة هذه الحيوانات في آسيا الوسطى والشرقية كانت قد انقرضت منذ العصر الحديث الأقرب. يزعم عالما الأثار لابنو جاي وكي وي أنهما عثرا على هيكل عظمي لأرخص في الصين يعود إلى حقبة العصر الحالي، [10][11] إلا أن هذا الإدعاء لا يمكن التسليم بصحته بسبب أن الهيكل وُجد في قعر أحد الأنهار الذي يمكن أن يكون قد جرفه من موقعه الأساسي الذي قد يعود تأريخه لفترة أقدم من تلك التي حددها العالمان بكثير.[2] إلا أنه يكاد يؤكد أن الجمهرة الهندية من هذا النوع استمرت بالتواجد لما بعد حقبة البليستوسين، ذلك لأن الماشية البراهمية أو الدرباني يعود أصلها لتلك المنطقة. يعود تاريخ إحدى الصور القديمة للبقر البراهمي، والتي رستمتها حضارة «الموهنجو دارو»، إلى ما بين 4000 و2000 سنة ق.م. وفي تلك الفترة كانت شعوب الهند تعرف سلالات أخرى من البقر المستأنس والشبيهة بالسلالات الأوروبية.
- في الشرق الأوسط وشمال إفريقيا: كما في آسيا، فإن المعلومات حول الأرخص في كلّ من الشرق الأوسط وشمال إفريقيا تعدّ نادرة، إلا أنها لا تزال متوافرة بشكل أكبر من تلك الخاصة بآسيا. كان أخر ذكر للأرخص في مصر يتم من قبل كتّأب الفرعون رمسيس الثاني الذين وصفوا رحلة صيد للأخير ما بين عاميّ 1197 و1165 ق.م. إلا أنه يظهر بأن هذه الرحلة كانت في شرق سوريا وبلاد ما بين النهرين على الأرجح، [12] حيث ظهر العديد من الملوك في رسومات متعددة وهم يصطادون ماشية ضخمة، وتظهر إحدى المنحوتات رحلة صيد يقوم بها الملك الآشوري سنحريب (704 - 681 ق.م.) في شمالي بلاد ما بين النهرين. وفي ليبيا ذُكر الأرخص للمرة الأخيرة من قبل المؤرخ اليوناني هيرودوتس عندما قال أن هناك صنف من الأبقار في تلك البلاد والتي قًدّر لها أن ترعى مشيا إلى الوراء بسبب قرونها المقوسة التي تمنعها من التقدم للأمام، [13] إلا أنه من غير المؤكد إن كان المقصود بهذا هو الأرخص أم إحدى سلالات الماشية الإفريقية المستأنسة كالبقر الواطوسي. يمكن القول بأن الأرخص انقرض في الشرق الأوسط وشمال إفريقيا خلال الألفية الأولى ق.م.[2]
- في أوروبا: أخذ الأرخص بالاختفاء من أوروبا بدءًا من جنوب وغربي القارة وصولا إلى شمال شرقها وانتهاءً ببولندة.[14] أما في بلدان أوروبا الجنوبية، كإسبانيا، جنوب وأواسط إيطاليا، وجنوب البلقان، فإن بقايا العظام وأسماء مواقع الحفر والمواصفات المختلفة لم تدل إلى أي فترة استمر الأرخص بالتواجد في تلك المناطق.[14] وفي المملكة المتحدة، لم يتم العثور على أي عظام يعود تاريخها لفترة أقدم من 1300 سنة ق.م. (أي خلال أوائل العصر البرونزي). ذكر أحد المؤرخين أنه قرابة العام 30 ق.م. كانت هذه الحيوانات لا تزال تعيش في شمال إيطاليا حيث كان يُقبض عليها ويتم ترويضها، ويُعرف عن الرومان أنهم كانو يبذلون مجاهيد كبيرة في سبيل القبض على أنواع الحيوانات البرية المختلفة، بما فيها الأرخص، ونقلها إلى روما وغيرها من المدن في الإمبراطورية الرومانية لاستخدامها في حلبات المجالدة، وتفترض هذه المعلومة أن الأرخص انقرض في إيطاليا عند بداية التاريخ الميلادي. وفي الدنمارك اختفى الأرخص في بداية الأمر من الجزر التابعة للدولة، ومن ثم انقرض في الفترة التي ولد فيها المسيح تقريبا، وفي هولندا ليس هناك من احافير يعود تاريخها لفترة أحدث من فترة الرومان القدامى (بعد سنة 400 ق.م.).[14] وفي فرنسا ذُكر أن شارلمان إصطاد عام 802 للميلاد أرخصاً بقرون «عملاقة»، ويُرجّح بأن الأرخص استمر بالتواجد في فرنسا لفترة طويلة لأن العديد من القطعان كانت تنتقل إلى هناك من ألمانيا وسويسرا حيث بقيت التقارير تفيد وجود الأرخص في تلك البلاد في عام 1000 للميلاد. يُفيد العالم آدم البريمني أن الأرخص استمر بالتواجد في السويد حتى القرن الحادي عشر، إلا أنه من غير المؤكد إن كانت هذه المعلومة صحيحة أم أنها مبنيّة على بعض حكايات العامّة، ويقول أحد العلماء الآخرين بأن الأرخص انقرض في السويد قبل ذلك بفترة طويلة جدا، قرابة العام 4500 ق.م.[14] ويعتبر أحد التقارير الأقرب إلى الصحة والذي يفيد بأن تلك الحيوانات كانت قد انقرضت في تلك البلاد بحلول العام 1555. اختفى الأرخص من روسيا بحلول القرن الثاني عشر أو الثالث عشر على الأرجح، وفي المجر يعود تاريخ أقدم العظام إلى القرن الثاني عشر إلا أن بعض المعلومات ترجّح انقراضه قبل عام 1250. وفي ألمانيا تفيد بعض المصادر الموثوقة أن الأرخص اختفى بين عاميّ 1406 و1408.[7]

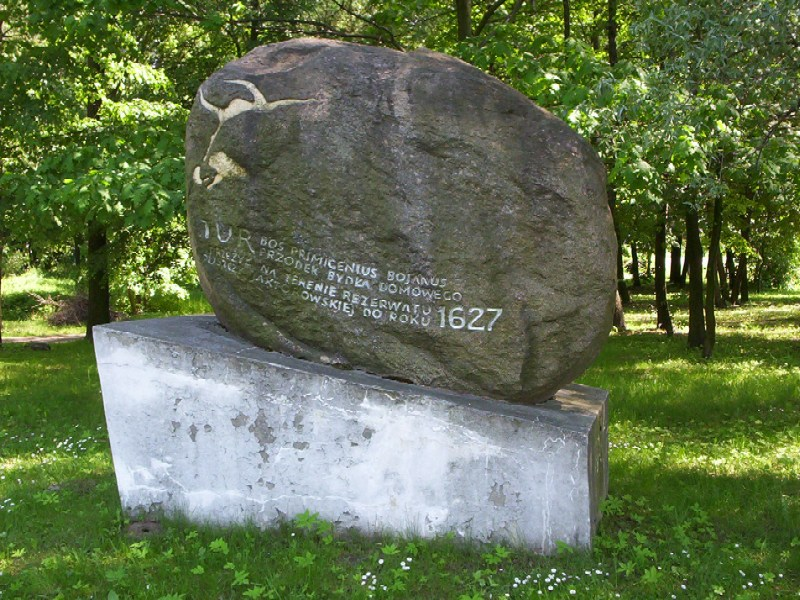
النصب التذكاري للأرخص الأخير في غابة جكتورو.

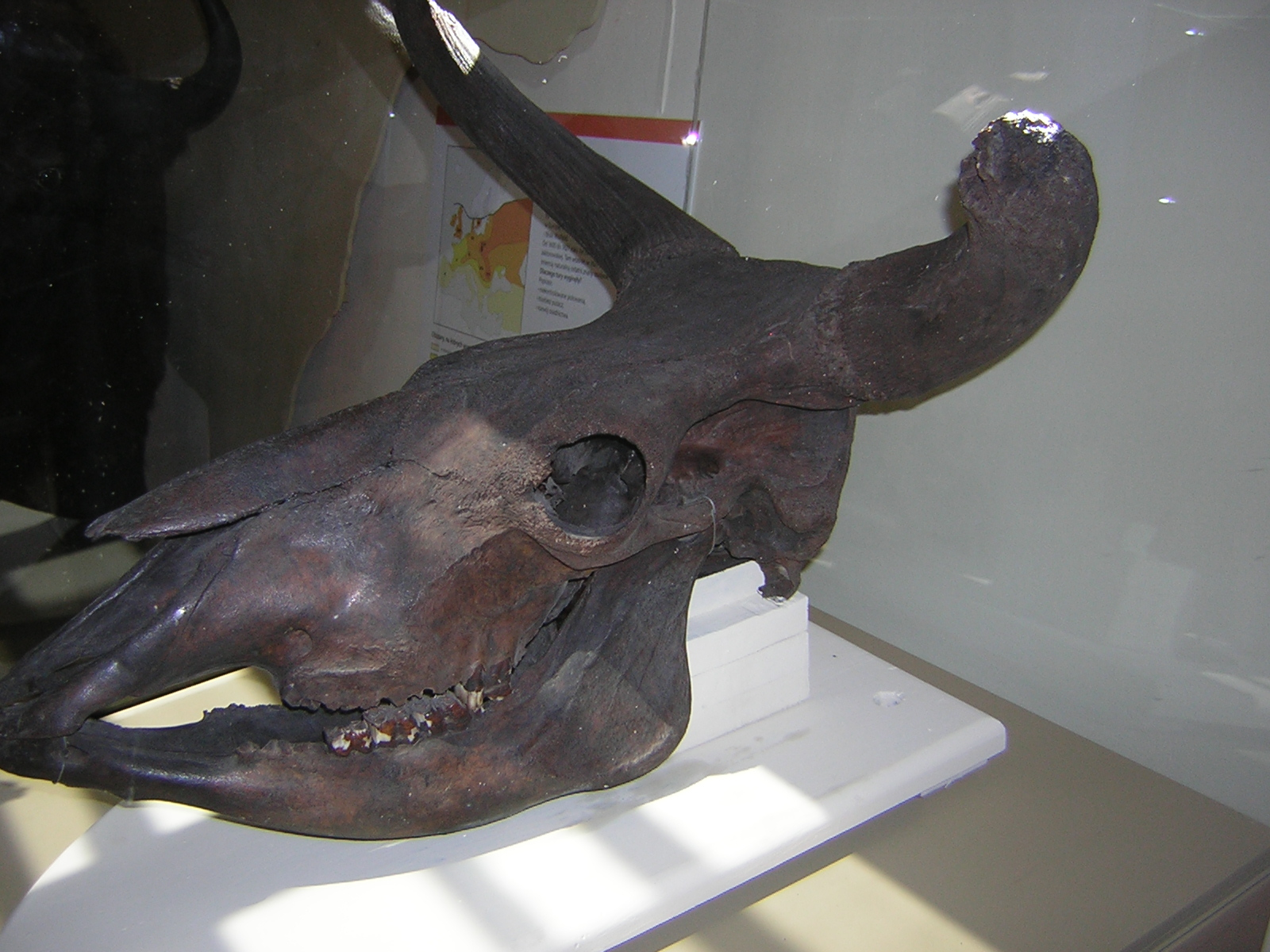
جمجمة أرخص في أحد المتاحف.

وبحلول القرن الثالث عشر كان موطن الأرخص مقصورا على بولندة وليتوانيا ومولدوفا وترانسلفانيا وشرق بروسيا حيث كان حق صيد الطرائد الضخمة محصور بالعائلات الملكيّة فقط إلا أن تناقص جمهرة الأرخص أدى إلى وقف هذه الأعمال حفاظا على الحيوانات الباقية، فقامت العائلات الملكيّة باستخدام حرّاس غابات لحماية ما تبقّى من قطعان الأرخص من القنص الغير شرعي. وفي عام 1564 قام الحرّاس بإحصاء 38 رأسا فقط بحسب ما تفيد السجلات الملكيّة: 22 أنثى، 6 حيوانات يافعة، 5 عجول، و8 ذكور بالغة. وفي عام 1566 كان هناك 24 أرخصاً فقط على قيد الحياة، ومنذ عام 1602 حتى 1620 و1630 كانت تقارير الحرّاس تتناول الأرخص فقط دون غيره من أنواع الحياة البرية، وقد أفاد تقرير عام 1620 أن 4 حيوانات فقط بقيت على قيد الحياة (3 ذكور وأنثى واحدة)، إلا أنه خلال ذلك العام ماتت جميع الذكور وبقيت الأنثى فقط. وفي عام 1627 نفقت تلك الأنثى في غابة جكتورو في بولندة، حيث نص تقرير عام 1630 أن سكان قرية جكتورو أفادوا بأن آخر أرخص مات قبل ثلاث سنوات، وقد قام الجيش السويدي بأخذ الجمجمة إلى ستوكهولم خلال الغزو السويدي لبولندة (1655 - 1660).

### إعادة الأرخص
قام عالم الحيوان البولندي «جاروكي» عام 1835 بإعداد مقالة نصّ فيها على محاولة إعادة الأرخص والمباشرة بتنفيذ هذه الفكرة فورا، إلا أن تلك الفكرة لم تر النور إلا بعد مئة عام تقريبا. فخلال عشرينات وثلاثينات القرن العشرين قام عالمان ألمانيّان هما الأخوين هاينز ولوتز بمحاولة إعادة الأرخص عن طريق التناسل الانتقائيّ بين الأبقار المستأنسة والتي تحمل صفات سلفها وفقا لرأي كل منهما، حيث اختلفت سلالات الماشية المستأنسة التي استعملها هاينز عن تلك التي استعملها لوتز. وقد بدأ الأول بتنفيذ تجاربه في حديقة حيوانات هلّبرونّ بميونخ، بينما بدأ الثاني متأخرا بعض الشيء عن أخاه في برلين. وكانت النتيجة بعد بضعة سنين من المحاولات أن أستولد الأخوان سلالة جديدة من البقر أصبحت تعرف بماشية هاك أو الأرخص الجديد أو أرخص هاك والتي تحمل صفات غير كاملة للأرخص الأصلي في الواقع، إلا أنها كانت وفقا لرأيهما تجربة ناجحة حيث أعيد الأرخص بسرعة لم تكن متوقعة كما وحملت تلك الماشية صفات مشابهة للحيوان الأصلي،  وقام لوتز بإطلاق سراح قطيعه في البرية في مناطق متعددة في ألمانيا وبولندة بينما أبقى هاينز حيواناته في حدائق الحيوان ومنتزهات الطرائد الصغيرة. يُعتقد بأن قطيع لوتز لم يحيا لبعد الحرب العالمية الثانية،  وبالتالي فإن جميع أفراد ماشية هاك اليوم تتحدر من قطيع هاينز؛ وبعد انتهاء الحرب حاول العديد من الأفراد إعادة الأرخص عن طريق تزويج بعض أفراد ماشية هاك وفقا لبصيرتهم (والتي كانت غالبا خاطئة)، واليوم يمكن إيجاد هذا النوع من المواشي في العديد من الأماكن مثل حدائق الحيوان والمحميات الطبيعية.

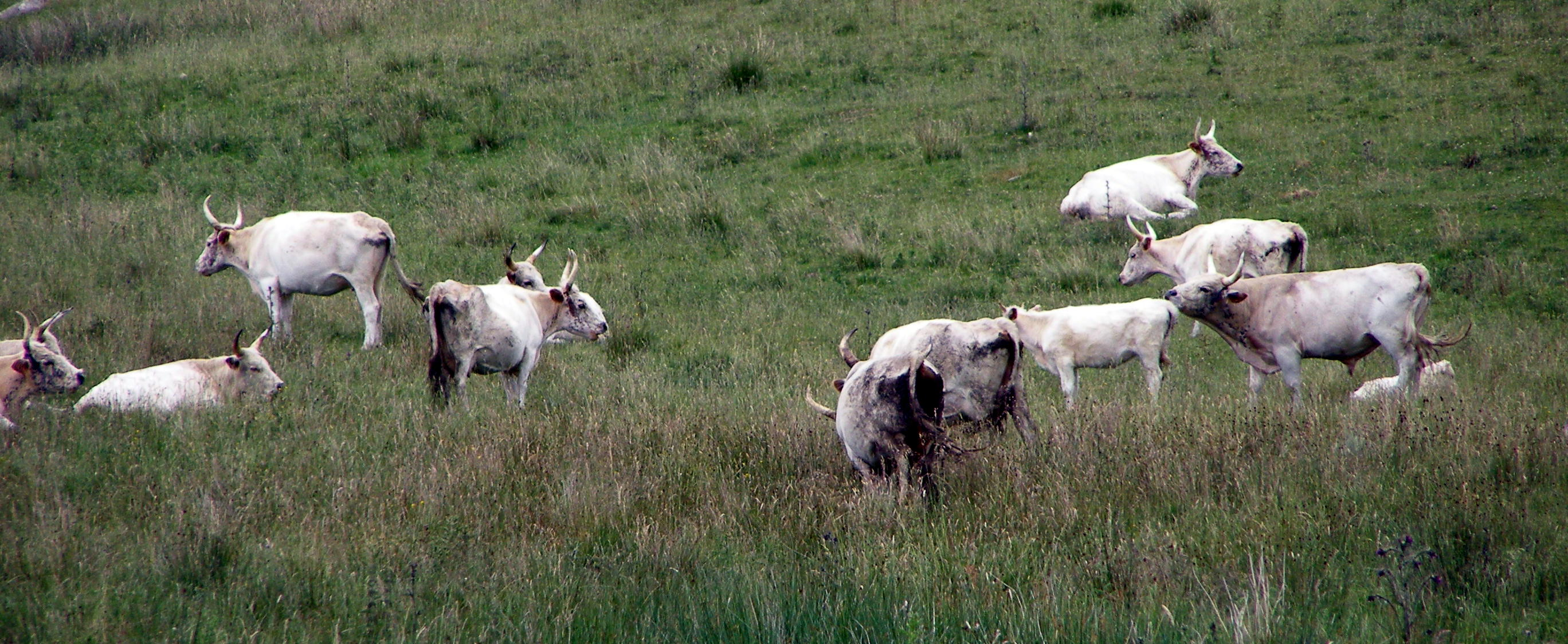
قطيع من ماشية تشيلنغهام التي يُحتمل أنها تتحدر مباشرة من الأرخص.

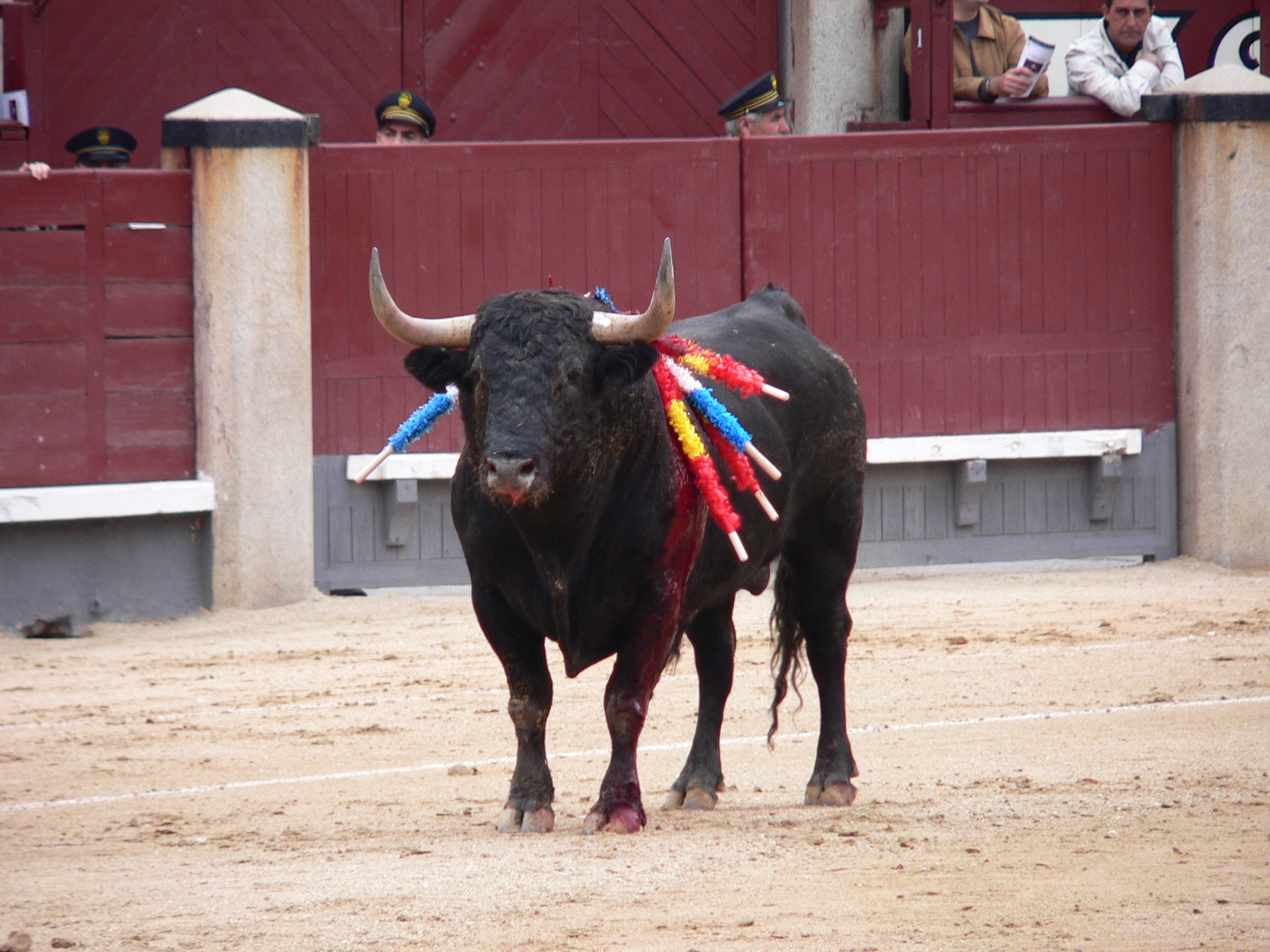
ثور مصارع في حلبة لمصارعة الثيران في إسبانيا.

وقد تعرّض مشروع إعادة الأرخص إلى النقد بعد أن انتهى، حيث تناول بشكل خاص الهيئة التي كان عليها الأرخص الحقيقي وتلك التي نتجت من تجربة الأخوين. فقد قام الأخوين بتزويج سلالات البقر المختلفة التي كان البعض منها يحمل خصائص ثابت بأنها مشابهة لخصائص الأرخص بينما كان البعض الآخر يمتلك خصائص نُقل من الروايات عن العامّة، التي تناقلت بين الأجيال، أن الأرخص كان يمتلكها.
وحتى الأخوين نفسهما اختلفا حول شكل الأرخص الحقيقي، وبالإضافة إلى ذلك تعرّض هذا المشروع للنقد بسبب أنواع السلالات التي انتقاها الأخوان والسرعة التي وصلا بها إلى النتيجة حيث عمل هاينز 12 عاما على تجربته بينما أمضى لوتز 11 سنة وهو ينفذها. وتعتبر المعايير التي استعين بها لانتقاء سلالات الأبقار غامضة وواسعة كما لم تتم إدارة عملية التناسل الانتقائي بشكل جيد، وبالنتيجة يمكن القول أن التجربة التي ارتكبها الأخوان تعتبر ضعيفة التكوين.
و عند المقارنة بين الأرخص وماشية هاك يلاحظ أن هناك شبها قليلا بينهما، فلون الشعر وحده في بعض أفراد ماشية هاك يشابه لون الأرخص إلا أن العديد من أفراد ماشية هاك يمتلك لونا خاطئا بسبب بعض الخصائص الجينيّة التي تحملها من أصلها المستأنس، كما أن بعض الخصائص الأخرى كالحجم وشكل القرون تختلف عن تلك التي للأرخص الأصلي.
ومن سلالات البقر التي تحمل صفات مشابهة للأرخص أكثر من ماشية هاك سلالة المصارعة الإسبانيّة أو ثور المصارعة الإسباني، فالعديد من أفراد هذه السلالة يتشابه مع الأرخص في لون الشعر بين الجنسين وشكل القرون بل ان هذه الخصائص مجموعة قد تتواجد في فرد واحد في بعض الأحيان، فيمكن إيجاد إناث بنية اللون ضاربة إلى الحمرة ذات ضرع صغير وشكل قرون كالأرخص، كما يمكن إيجاد ذكور سوداء أو بنية قاتمة ذات خط أبيض ضيق على الظهر وخطم باهت وقرون شبيهة بقرون سلفها البري. وبالتالي فإن التناسل الانتقائي بين أفراد هذه السلالة قد يؤدي إلى استيلاد سلالة أقرب للأرخص من سلالة الأخوين هاينز ولوتز وبشكل أسرع.

## الأنواع القريبة
إن أقرب الأنواع للأرخص هي الأبقار المستأنسة، وبالتحديد جميع سلالات البقر الأوروبي وبشكل خاص ثور المصارعة الإسباني، وجميع سلالات البقر البراهمي أو الدرباني. وعلى الرغم من أن الرابط بين أنواع البقريات البرية المختلفة لم يتم الإعلان عنها بعد، إلا أن الأرخص يرتبط على الأرجح وبشكل وثيق بالغور والبانتنغ المعروف أيضاً باسم ثور بالي وثور جاوة.

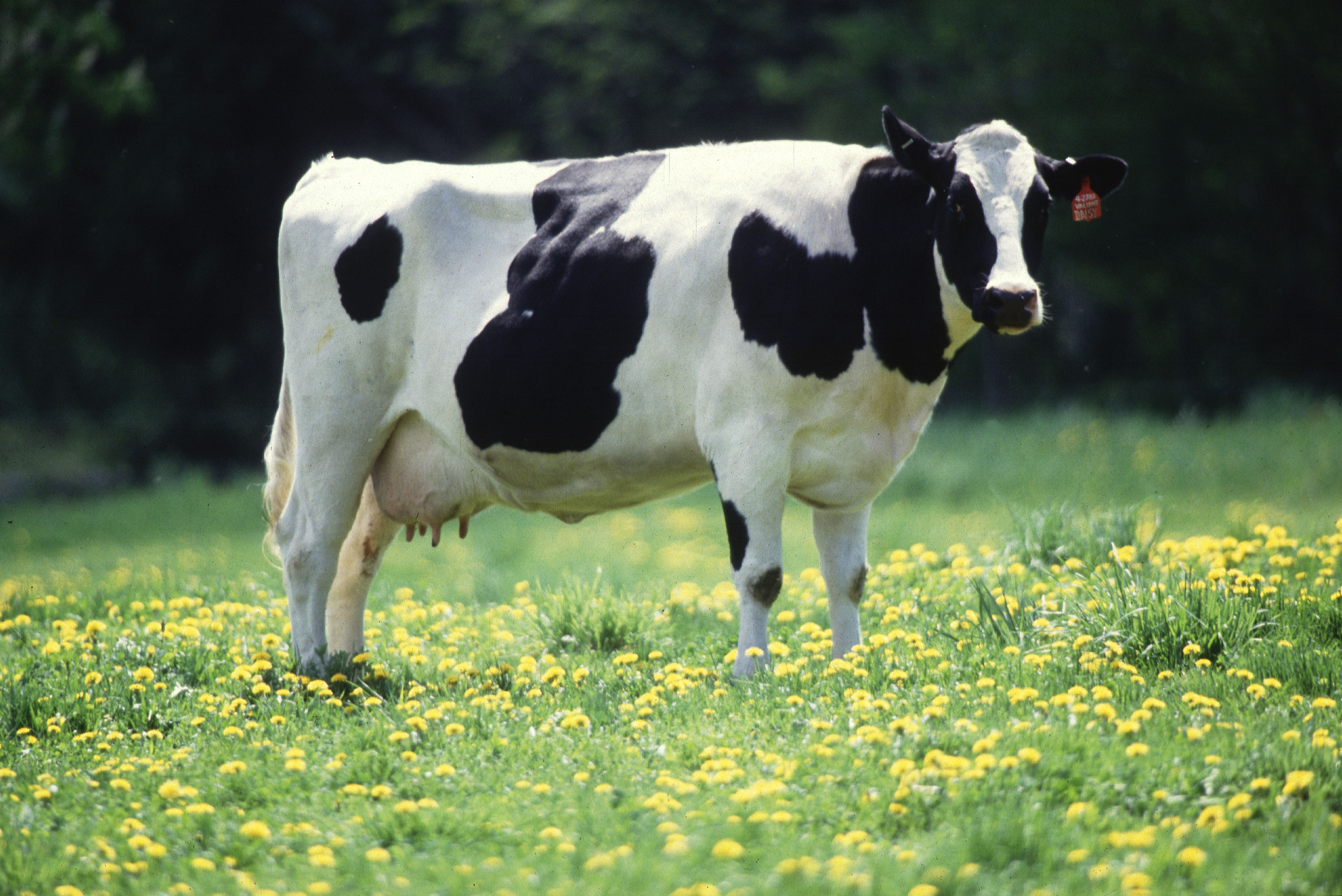
بقر فريزي، من سلالات البقر الأوروبي.
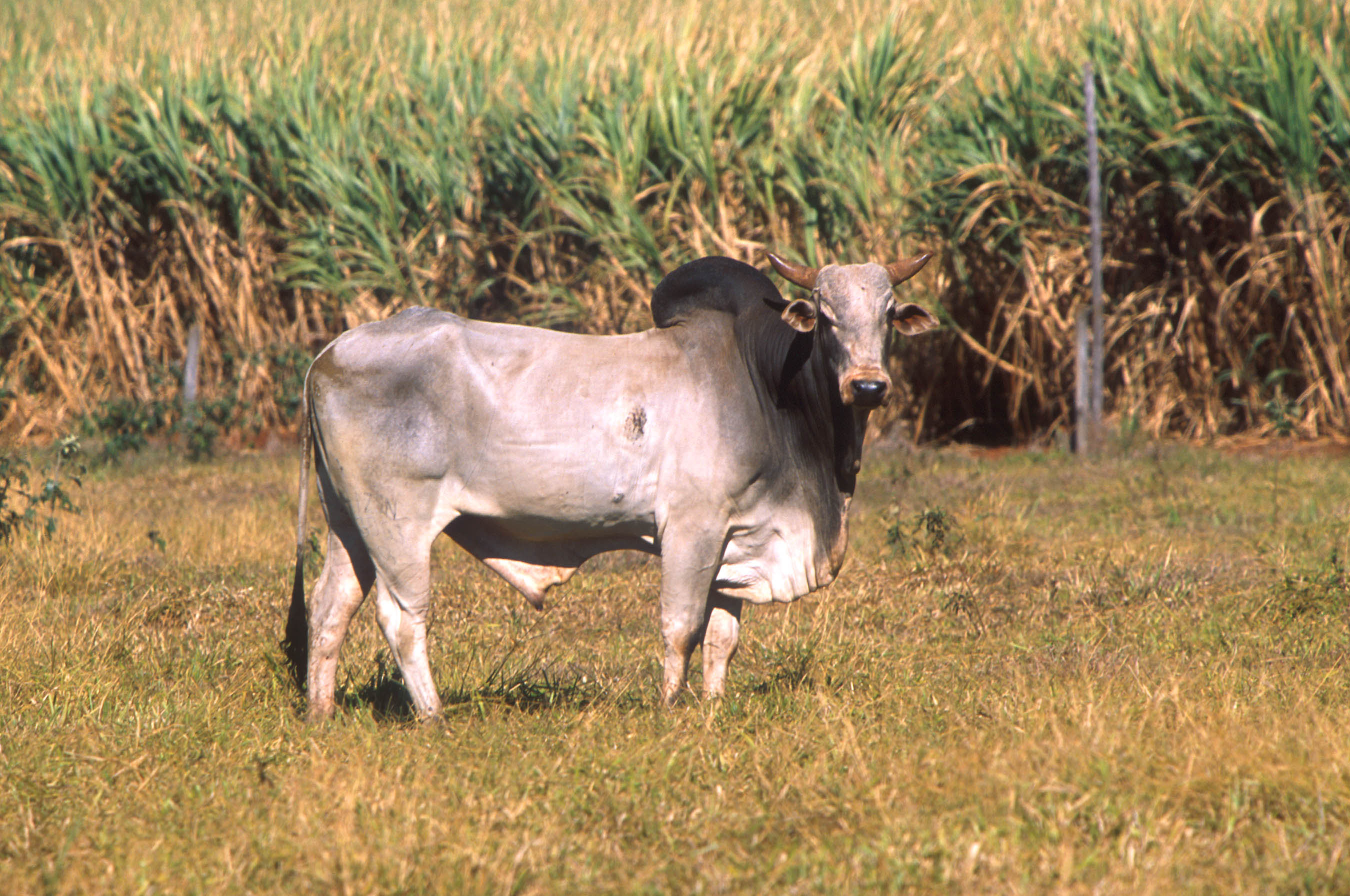
بقر براهمي أو الدرباني.
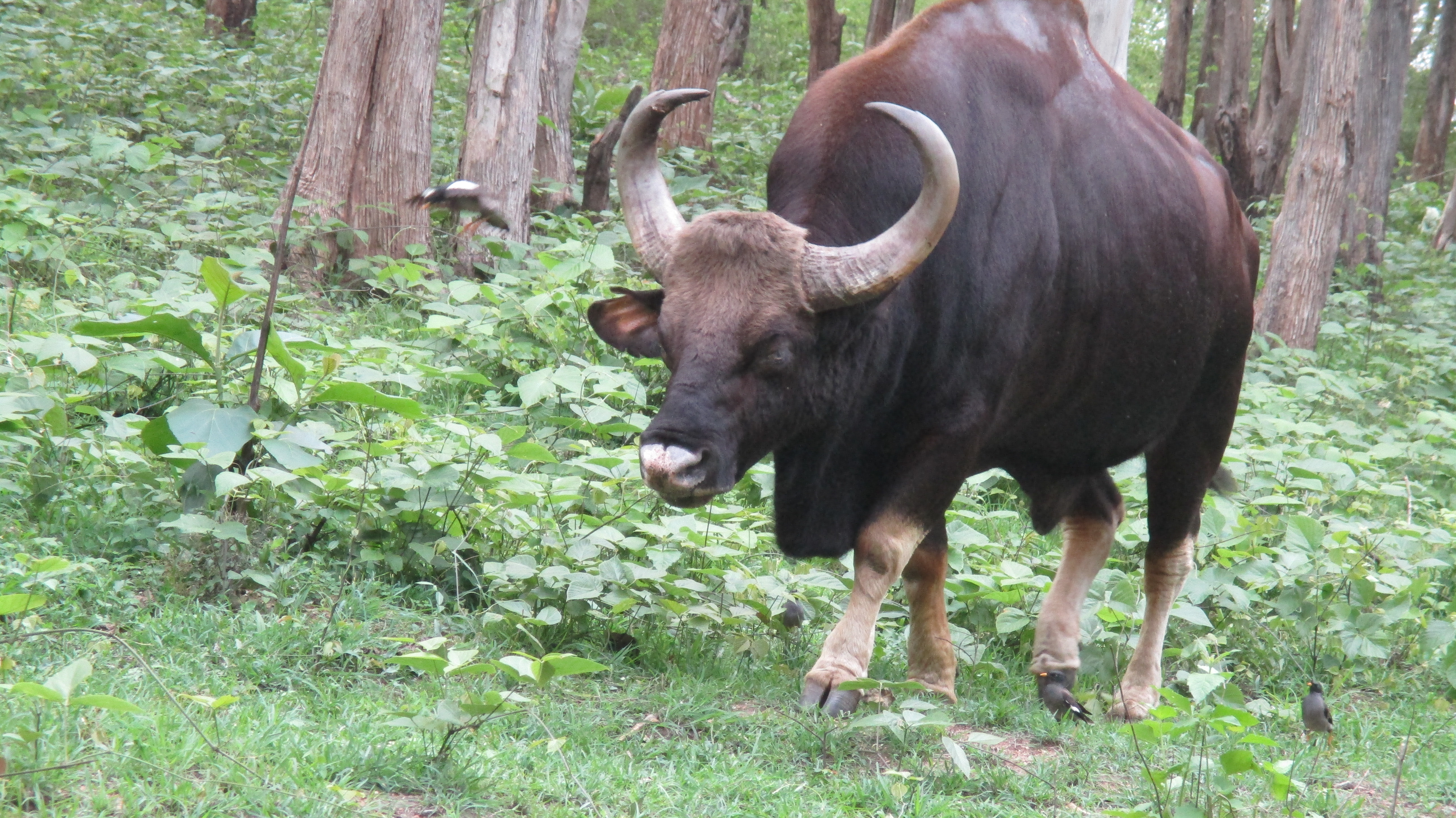
الغور أو البيسون الهندي.
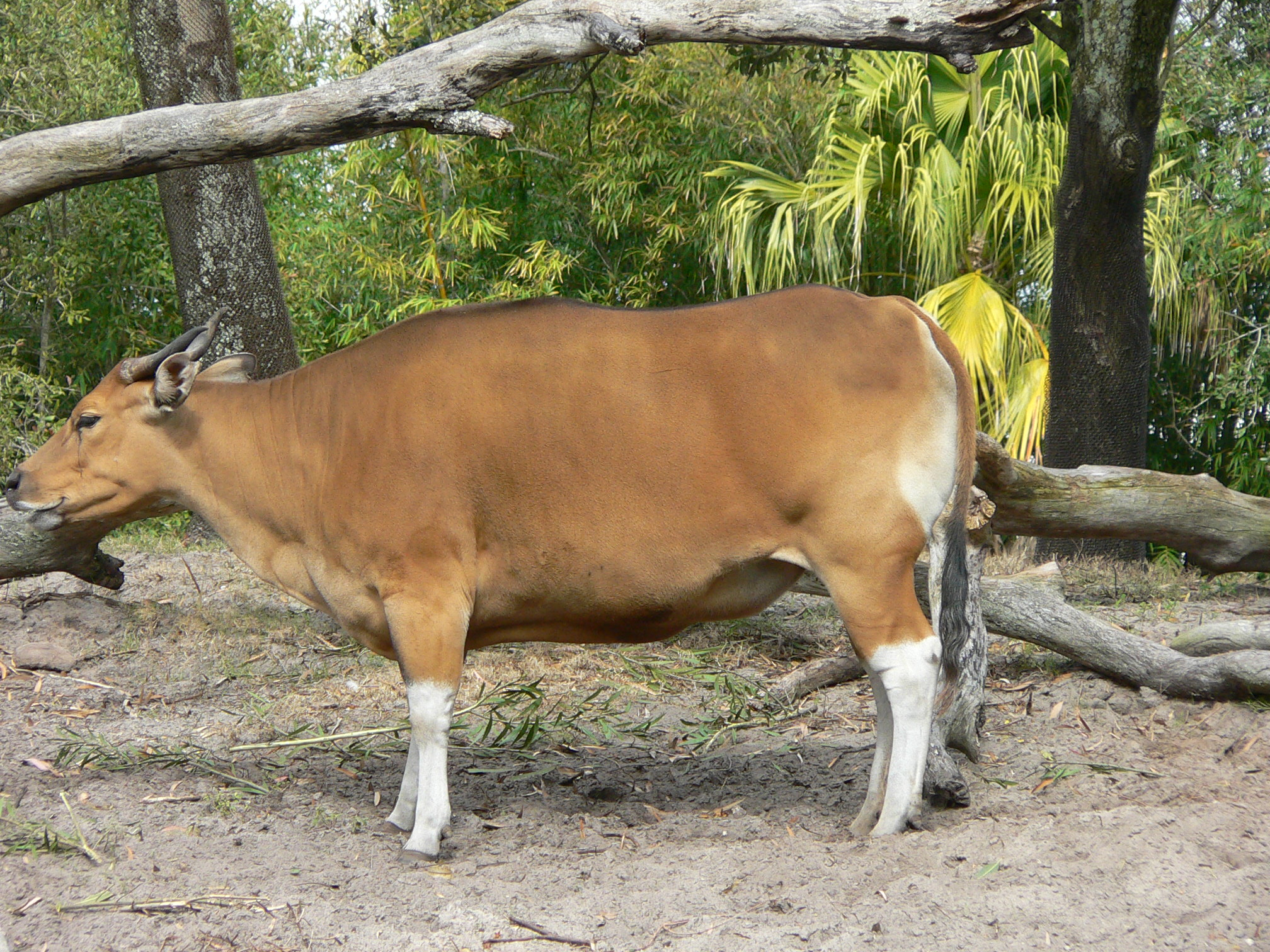
أنثى البانتنغ أو ثور بالي.

## تمثيل الأرخص في الحضارة الإنسانية

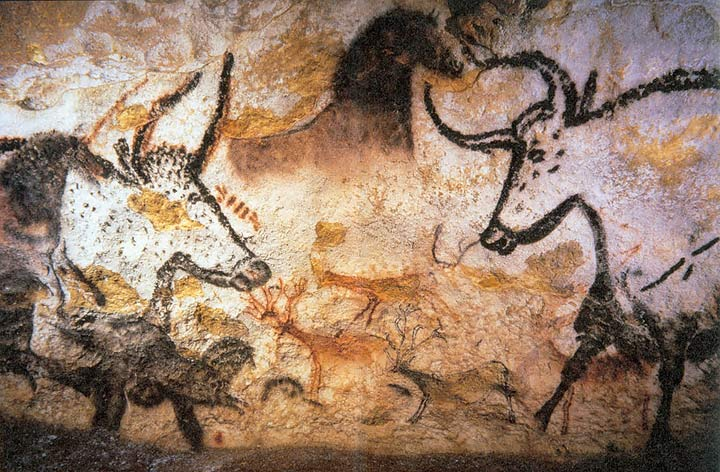
رسومات قديمة للأرخص من كهف لاسو في فرنسا.

- يظهر الأرخص في عدة رسومات في العديد من الكهوف الأوروبيّة وخصوصا تلك الموجودة في فرنسا، ويعتقد أن القبائل القديمة كانت تظن أن للقوّة الروحيّة لهذه الحيوانات والموجودة في منحوتاتها عدة مميزات سحريّة. واستمر الأرخص بالتواجد في الأناضول والشرق الأوسط حتى العصر الحديدي حيث كان يعبد على أنه حيوان مقدس، كالثور القمريّ الذي كان يرتبط دوما بالآلهات العظام، ومن ثم بالأسرار الميثرانية.
- في الميثولوجيا الإغريقيّة والفينيقيّة، وبالتحديد في قصة خلق أوروبا، قام زيوس كبير الآلهة اليونانية بالتحوّل إلى ثور بريّ ليقوم بإغراء امرأة تدعى «يوروبا».
- للأرخص عدّة رسومات على بوابة عشتار في العراق.
- عثر في إنجلترا عام 1999 على جمجمة للأرخص وقد فقدت مقدمتها بينما بقيت القرون موجودة، ويعتقد أن السبب وراء ذلك كان عمل تضحية روحيّة أو إلهيّة.
- يُعتقد بأن الاسم القديم لبلدة «ريكفاريه» الإستونية "Tarwanpe" أو "Tarvanpea" مشتق من اسم «رأس الأرخص» (بالإستونية القديمة: Tarva pea). وقد تم كشف النقاب عن تمثال للأرخص في البلدة يبلغ ارتفاعه 3.5 أمتار وطوله 7.1 متر، وكان ذلك في عام 2002 بمناسبة مرور 700 سنة على تأسيسها، وقد أصبحت هذه المنحوتة من معالم البلدة ورمزا لها.[17]
- ذكر الأرخص في الكتاب المقدس على أنه من الحيوانات المحلل أكلها والتي قطنت أرض فلسطين (سفر التثنية 33:17، سفر أيوب 39:9-10، المزامير 22:21، 29:6، 92:10، وسفر أشعياء 34:7)، وقد اسخدم اسم «ريم» أو «رعيم» للدلالة عليها، الذي كان الباحثون في السابق يفسرونه على أنه يعني «أحادي القرن»، ولكن يُعتقد حاليا أن الأرخص هو المقصود.[18]

نسخة محتملة عن العلم الأميريّ المولديفي خلال حكم أسطفان الكبير.

- قام يوليوس قيصر بالتكلم عن الأرخص في كتاباته عن الحروب الغالية، حيث قال: «أن تلك الحيوانات المسماة» بالأوري«تبلغ في قدها الفيل تقريبا وتشابه الثور في الشكل واللون وهي لا ترحم الإنسان أو الحيوان عندما تثار، كما أن الغاليّون يفتخرون بقتلها وصيدها فالشباب منهم يخشنون أنفسهم عبر الصيد المستمر ومن يقتل أكبر عددا منها يقوم بعرض قرونها على الملأ ليؤكد على ما قام به، وهؤلاء يحظون بالمديح على أفعالهم. أن تدجين هذه الوحوش مستحيل فحتى ولو أخذت صغيرة فهي لا تعتاد الإنسان والاستئناس، ويختلف شكل وحجم قرونها التي يقوم الغال بطلي أطرافها بالفضة واستعمالها كأكواب في أعظم ولائمهم، عن تلك التي للأبقار المستأنسة».
- يظهر رأس الأرخص كشعار لمنطقة مكلنبيرغ في ألمانيا. كان الأرخص (المسمّى «بور» في اللغة الرومانية) يظهر كرمز لدولة مولديفيا في السابق أما الآن فأصبح يظهر كرمز لرومانيا ومولدوفا. يعتبر قرن الأرخص شعارا لمدينة تورغ في ليتوانيا، كما ويظهر على أعلام كاوناس، ليتوانيا، بالإضافة لدولة بوكوفينا عندما كانت خاضعة للإمبراطورية النمساوية المجرية.

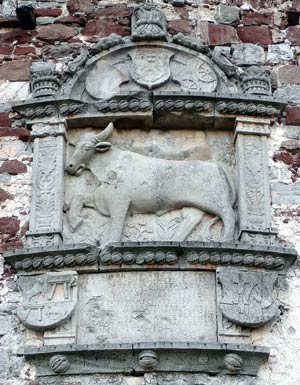
نحت للأرخص.

- يقول الكاتب فلاديمير نابوكوف في السطور الأخيرة من رواية «لوليتا»:«إنني أفكر في الأرخص والملائكة، سر الأصباغ المحتملة، القصائد النبويّة، ملاذ الفن. وهذا هو الخلود الوحيد الذي قد نتشاطره، يا عزيزتي لوليتا».
- تُشتق أسماء العائلات السلافيّة الشرقية؛ مثل تثرنين، تثريششف، توروف، توروفسكي، من الاسم السلافي الشرقي للأرخص «تور».[19]
- الأرخص هو إحدى الأسماء التي تُستعمل في لعبة البطاقات السحرية.
- «توروبولجي»، هو سهل فيضي كبير يقع جنوبي نهر سافا في كرواتيا، وقد اشتق اسمه من الأرخص (بالكرواتية: tur) الذي كان شائعا في المنطقة بشكل كبير.
- في روايات «أغنية ألبيون» (بالإنجليزية: Song of Albion) تأليف الكاتب ستيفن لوهيد، كان اكتشاف أرخص مجروح نفق في حقل مزارع اسكوتلندي، هو الدافع الذي حثّ الشخصيّة الرئيسيّة «لويس» للسفر إلى ألبيون، خصوصا وأن السلسلة تبدأ وتنتهي بعبارة «كل شيء بدأ مع الأرخص» (بالإنجليزية: It all began with the aurochs).
- «أوروخس» (أرخص) هو اسم لفرقة ميتال كندية صاعدة، من فانكوفر، كولومبيا البريطانية.
- «رثاء الأرخص» (بالإنجليزية: Lament for the Aurochs)، هو العنوان السابع في ألبوم أيج أوف وينترز (عصر الشتوات) التابع لفرقة ميتال من تكساس تدعى «السيف» (بالإنجليزية: The Sword).

## اقرأ كذلك
- قائمة مزدوجات الأصابع حسب العدد

## الهوامش
1. يُجمع جمعاً مؤنثاً سالماً كل اسم لم يُعهد له جمع آخر.

### معلومات المراجع كاملة
- American Heritage Dictionary of the English Language, 4th edition (AHD4). هوتون ميفلين هاركورت، 2000. Headwords aurochs, urus, wisent.
- Bunzel-Drüke, M. 2001. Ecological substitutes for Wild Horse (Equus ferus Boddaert, 1785 = E. przewalslii Poljakov, 1881) and Aurochs (Bos primigenius Bojanus, 1827). Natur- und Kulturlandschaft, Höxter/Jena, 4, 10 p. AFKP. Online pdf (298 kB)
- C. Julius Caesar. Caesar's Gallic War. Translator. W. A. McDevitte. Translator. W. S. Bohn. 1st Edition. New York. Harper & Brothers. 1869. Harper's New Classical Library.
- International Commission on Zoological Nomenclature. 2003. Opinion 2027 (Case 3010). Usage of 17 specific names based on wild species which are pre-dated by or contemporary with those based on domestic animals (Lepidoptera, Osteichthyes, Mammalia): conserved. Bull.Zool.Nomencl., 60:81-84.
- Merriam-Webster Unabridged (MWU). (Online subscription-based reference service of ميريام وبستر، based on Webster's Third New International Dictionary, Unabridged. Merriam-Webster, 2002.) Headword aurochs. Accessed 2007-06-02.
- Shaffer, Jim G. (1995). Cultural tradition and Palaeoethnicity in South Asian Archaeology. In: Indo-Aryans of Ancient South Asia. Ed. George Erdosy. ISBN 81-215-0790-1
- Shaffer, Jim G. (1999). Migration, Philology and South Asian Archaeology. In: Aryan and Non-Aryan in South Asia. Ed. Bronkhorst and Deshpande. ISBN 1-888789-04-2.
- Vuure, T. van. 2002. History, morphology and ecology of the Aurochs (Bos primigenius). Lutra 45-1. Online pdf (603 kB)
- Vuure, C. van. 2005. Retracing the Aurochs: History, Morphology and Ecology of an Extinct Wild Ox. Pensoft Publishers. Sofia-Moscow.
- Wilson, Don E. and DeeAnn M. Reeder: Mammals.

## وصلات خارجية
- الأرخص من الموقع الإلكتروني للانقراض.
- تاريخ الأرخص في بولندا.
- حقائق بريّة من شبكة بي بي سي: الأرخص، الثور البري، الماشية البرية، الثور العملاق.